# Liberty-Frachter
Liberty-Frachter – auch als Liberty-Schiffe bezeichnet – waren Stückgutschiffe des Typs EC2-S-C1. Sie wurden im Rahmen des Emergency Shipbuilding Program gebaut, um die großen Verluste der Alliierten im Zweiten Weltkrieg, die der U-Boot-Krieg verursachte, auszugleichen. Sie waren einfach konstruiert und konnten mit der Zeit schneller und zahlreicher produziert werden. Dadurch waren die Amerikaner in der Lage, Frachtschiffe schneller zu bauen als die deutsche Kriegsmarine diese versenken konnte.

## Konstruktion und Geschichte

### Vorgeschichte

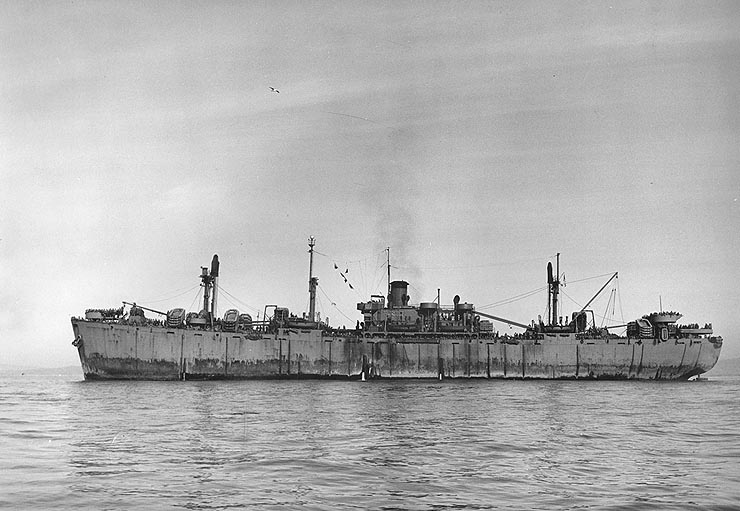
Die Carlos Carrillo, 1946

Vor dem Hintergrund des anfangs erfolgreichen deutschen U-Boot-Kriegs des Zweiten Weltkriegs kam es auf britischer Seite rasch zu einer gefährlichen Verknappung von Frachtraum, die von der überwiegend im Kriegsschiffbau beschäftigten Werftindustrie des Vereinigten Königreichs nicht alleine aufgefangen werden konnte. Die britische Regierung sandte daher im September 1940 eine Arbeitsgruppe (die British Merchant Shipbuilding Mission) in die Vereinigten Staaten und nach Kanada, um ein Frachtschiffnotbauprogramm auf den Weg zu bringen. Die Gruppe unter der Leitung von Robert Cyril Thompson führte Pläne einer vereinfachten Version des 1939 bei Joseph L. Thompson and Sons in Sunderland gebauten 10.000 Ladetonnen-Trampdampfers Dorington Court mit sich und überzeugte Admiral Emory Scott Land, den Präsidenten der United States Maritime Commission (MARCOM), dass der zwar langsame, aber einfach konstruierte und vor allem schnell zu bauende Trampdampferentwurf in der gegebenen Situation einer höherwertigen, aber komplizierteren Konstruktion vorzuziehen sei. Am 20. Dezember 1940 wurden zwei Baukontrakte über jeweils 30 Einheiten des als Ocean benannten Schiffstyps auf den erst zu bauenden Werften Todd-Bath Iron Shipbuilding Corporation in Portland, Maine, und Todd-California Shipbuilding Corporation im kalifornischen Richmond sowie mit dem Industriellen und Werfteigner Henry John Kaiser geschlossen. Der gesamte Baupreis lag bei etwa 96 Millionen US-Dollar. Am 14. April 1941 fand die Kiellegung des ersten Ocean-Neubaus, der Ocean Vanguard statt, deren Taufe am 15. Oktober 1941 folgte.

### Konstruktion
Der Ocean-Typ bildete die Grundlage zur Entwicklung des Liberty-Frachters durch das New Yorker Schiffsingenieurbüro Gibbs & Cox. Die später immer wieder modifizierte Konstruktion, deren grundsätzliche Auslegung aus dem Jahr 1879 stammte, wurde zusätzlich vereinfacht und an die Schweißtechnik angepasst. Äußerliches Hauptunterscheidungsmerkmal zum Ocean-Typ war der in der Mitte zusammengelegte Decksaufbau. Die Liberty-Schiffe waren Volldecker. Sie hatten einen durch Querspanten verstärkten, geschweißten Rumpf mit sieben Querschotten und zwei durchgehenden Decks. Sie besaßen fünf Laderäume. Als Antrieb diente eine Dreifachexpansionsdampfmaschine, die 2.500 PS bei 76 Umdrehungen pro Minute leistete und den Schiffen eine Geschwindigkeit von rund elf Knoten ermöglichte. Die Kessel der in Kanada gebauten Schiffe der Baureihe wurden mit Kohle befeuert, die in den USA gebauten mit Öl. Für jedes Schiff wurden 31.500 laufende Meter Schnittholz und 6.688 m² Sperrholz benötigt. Die Frachtschiffe waren mit einer Destillieranlage zur Trinkwassergewinnung aus Salzwasser ausgestattet.
Die Vorzüge dieser Liberty-Schiffe waren die sehr kurze Bauzeit, geringe Kosten, fünf große Laderäume (sie konnten 440 leichte Panzer oder 2840 Jeeps transportieren) sowie ihre Einfachheit und der robuste Aufbau. Die Besatzungen konnten ohne Schwierigkeiten bei der Handhabung von einem Schiff zum anderen wechseln.
Die Verarbeitungsqualität dieser einfachen Schiffe war jedoch unzureichend. Zwar wurden viele von ihnen auch noch Jahre nach dem Zweiten Weltkrieg eingesetzt, doch die aus Gründen der rationellen Fertigung rasch eingeführte Schweißtechnik (zuvor wurden Schiffe genietet) war noch nicht ausgereift. Ein weiteres Problem stellte der in der Bessemerbirne oder im Thomas-Verfahren hergestellte Stahl dar. Der verfahrensbedingt hohe Stickstoffgehalt förderte die Neigung zu Sprödbrüchen. In kalten Gewässern wurde die Schweißnahtumgebung spröde und innerhalb von zehn Jahren sanken etwa hundert Schiffe aufgrund von Sprödbrüchen. Erst in der Nachkriegszeit gelang es, die Schweißtechnologie so zu entwickeln, dass auch die Nahtumgebung eine dem verwendeten Stahlmaterial entsprechende Zähigkeit aufwies. Ebenfalls erst in den Nachkriegsjahren (1952) wurde durch die Entwicklung des LD-Verfahrens die Herstellung schweißgeeigneter Stähle mit hoher Zähigkeit möglich.

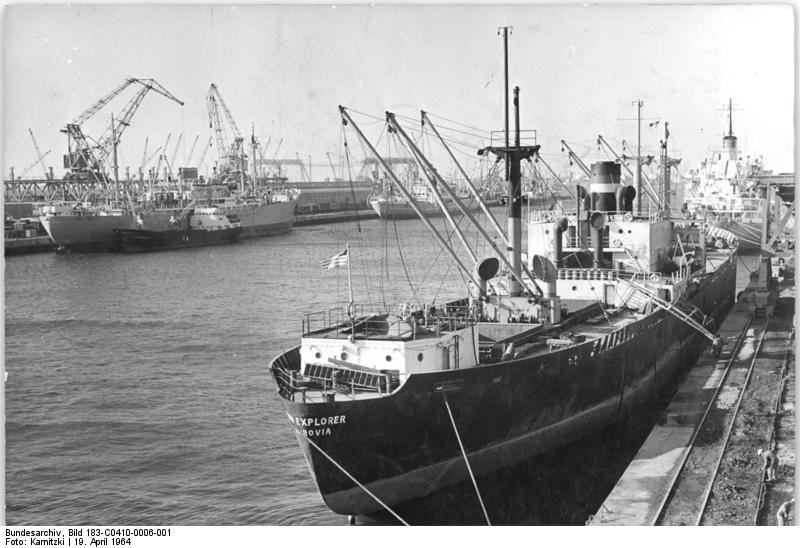
Ein Liberty-Schiff im Rostocker Hafen, 1964

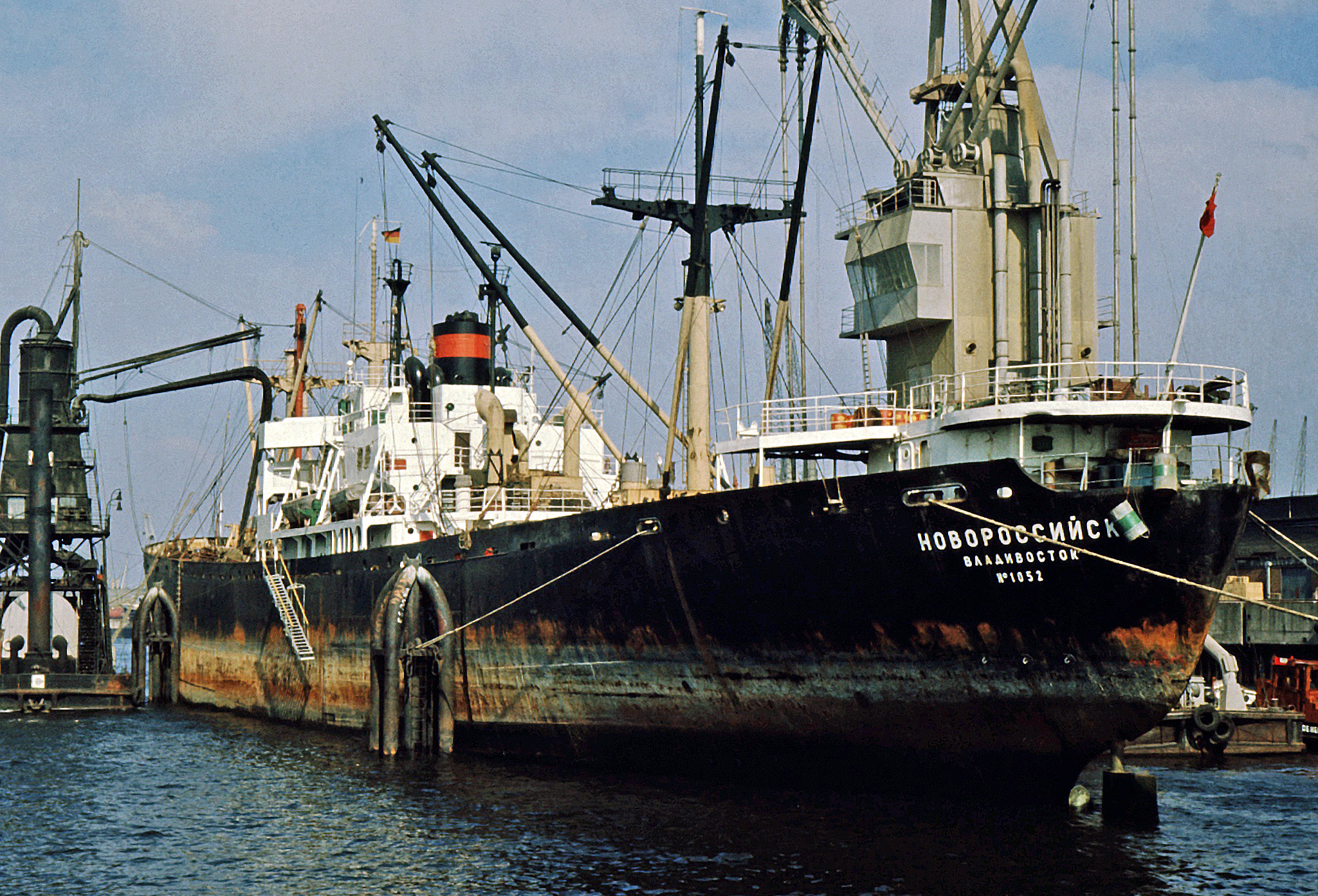
Die 1943 an die UdSSR gelieferte Novorossiysk war bis 1974 in Fahrt

Die Mängel in der Konstruktion und der Verarbeitung der Libertyschiffe führten während ihres Betriebs in den Nachkriegsjahren zu überdurchschnittlich hohen Verlusten. Ab Anfang der 1960er Jahre schnellte der Anteil dieser Schiffsverluste nochmals stark nach oben, was ab Mitte der 1960er Jahre zur Konstruktion zahlreicher Entwürfe von Liberty-Ersatzschiffen führte.

### Bau
Es wurden 18 neue Werften mit insgesamt 171 Hellingen gegründet, um ausschließlich diesen Schiffstyp zu bauen. Vorhandene Werften beteiligten sich ebenfalls am Bau. Am 27. September 1941 lief in Baltimore bei der Bethlehem Shipbuilding Company die Patrick Henry vom Stapel. Sie war der erste von 2.751 (bis Oktober 1945) in den USA und Kanada während des Zweiten Weltkriegs gebauten Frachtschiffen des EC-2- oder Liberty-Typs. Die Bauzeit des Schiffs betrug 244 Tage, es wurde von der Frau des Vizepräsidenten Henry Wallace getauft. Ausgeliefert wurde es am 31. Dezember 1941. Die Patrick Henry brachte im Laufe des Kriegs 110.000 Tonnen Fracht in die Häfen der Welt und legte dabei eine Strecke von 90.000 Seemeilen zurück.
Der Rumpf des Schiffs hatte sehr einfache Formen (ein darauf basierender Spitzname war beispielsweise bathtub, auf Deutsch Badewanne) und es gab auf den Werften keine Schwierigkeiten, die Schiffsplatten zu formen und zusammenzusetzen. Da einzelne Sektionen vorgefertigt wurden, verringerte sich die durchschnittliche Bauzeit eines Schiffs auf 40 Tage. Den Rekord hielt die Robert E. Peary: Von der Kiellegung bis zum Stapellauf wurden nur vier Tage und 15,5 Stunden benötigt. Schon drei Tage später folgte die Probefahrt.

### Einsatz
Insgesamt gingen 196 Liberty-Schiffe im Verlauf des Kriegs durch Feindeinwirkung verloren. Ab 1944 löste der deutlich modernere Victory-Schiffstyp das Liberty-Schiff als wichtigsten Standardfrachterentwurf ab – bis 1945 wurden jedoch weiterhin auch Liberty-Schiffe gebaut.

### Besatzung
Die typische Besatzung (64 Mann) eines Liberty-Schiffs bestand aus (Anzahl in Klammern):
- Kapitän
- 1. Offizier
- 2. Offizier
- 3. Offizier
- Funker
- Jungmann
- Bootsmann
- Schiffszimmermann
- Vollmatrose (6)
- Leichtmatrose (3)
- Zahlmeister
- Artillerieoffizier
- Unteroffizier
- Signalgast
- Artilleristen (18)
- Leitender Ingenieur
- 2. Ingenieur
- 3. Ingenieur
- Maschinenjunge
- Deckingenieur
- Schmierer (3)
- Heizer/Donkeymen (3)
- Reiniger (2)
- Chefsteward
- Chefkoch
- 2. Koch & Bäcker
- Backschafter (3)
- Stewards (3)
- Tellerwäscher (2)

## Bau eines Liberty-Frachters
Bau eines Liberty-Schiffs auf den Bethlehem-Fairfield Shipyards in Baltimore, Maryland (USA), im März/April 1943.

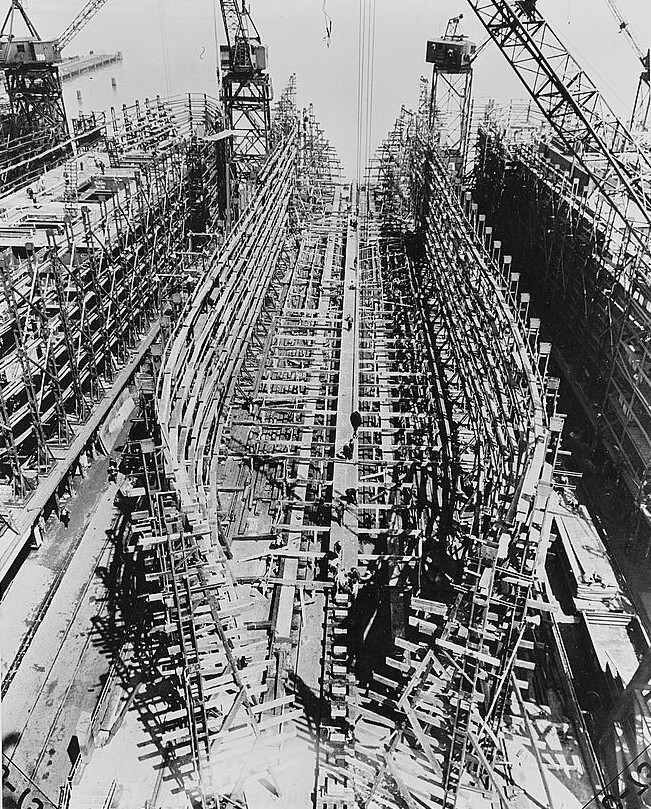
Kiellegung
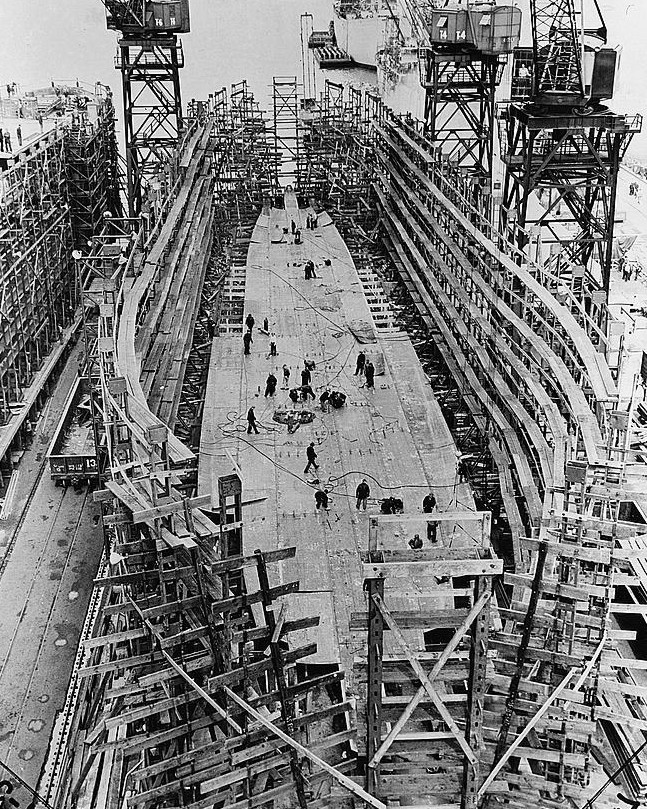
Bau des Schiffsbodens
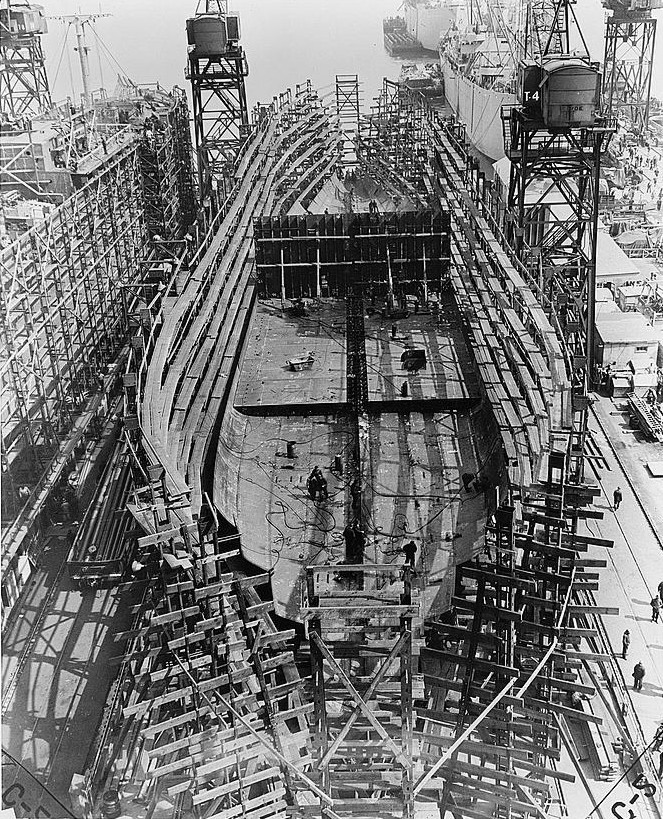
Bau des ersten Querschotts
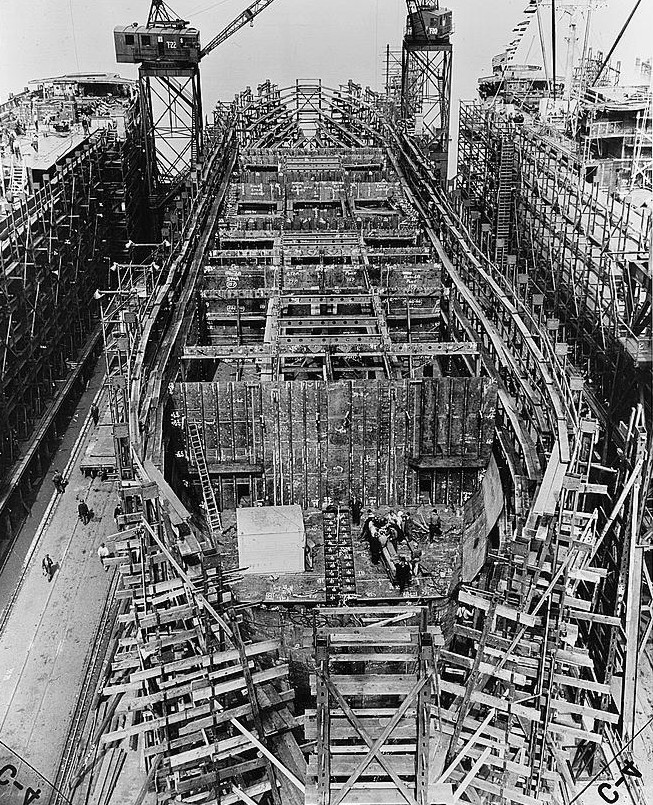
Bau der Querschotten
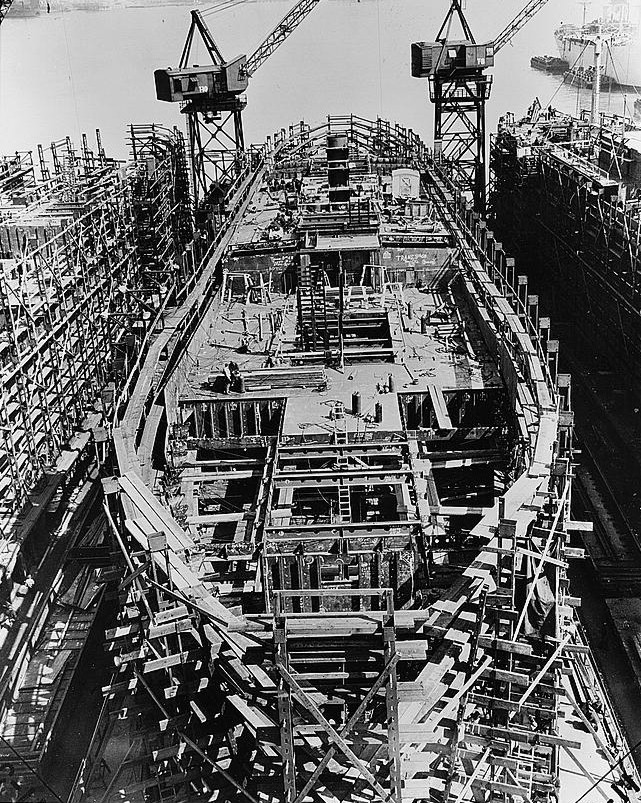
Bau der Zwischendecks
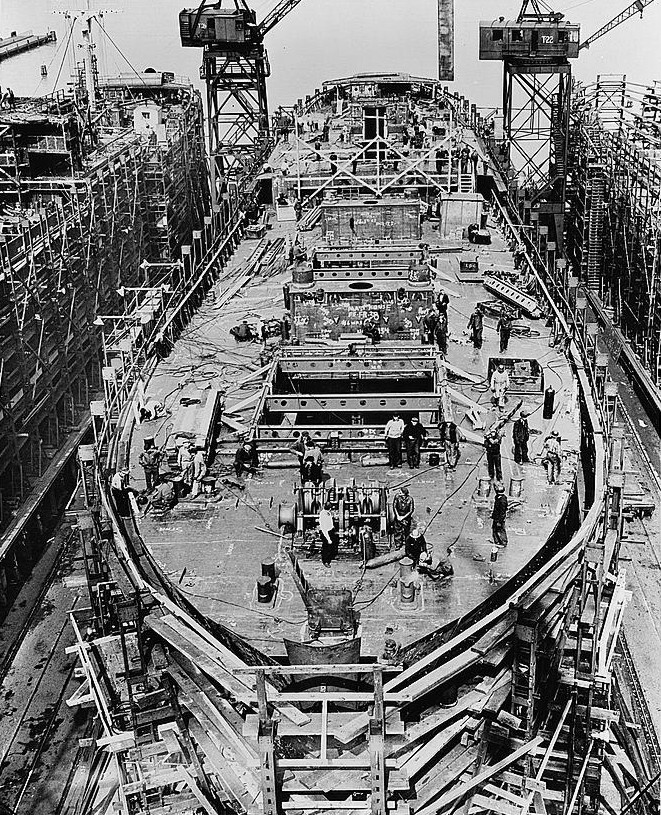
Bau der Oberdecks
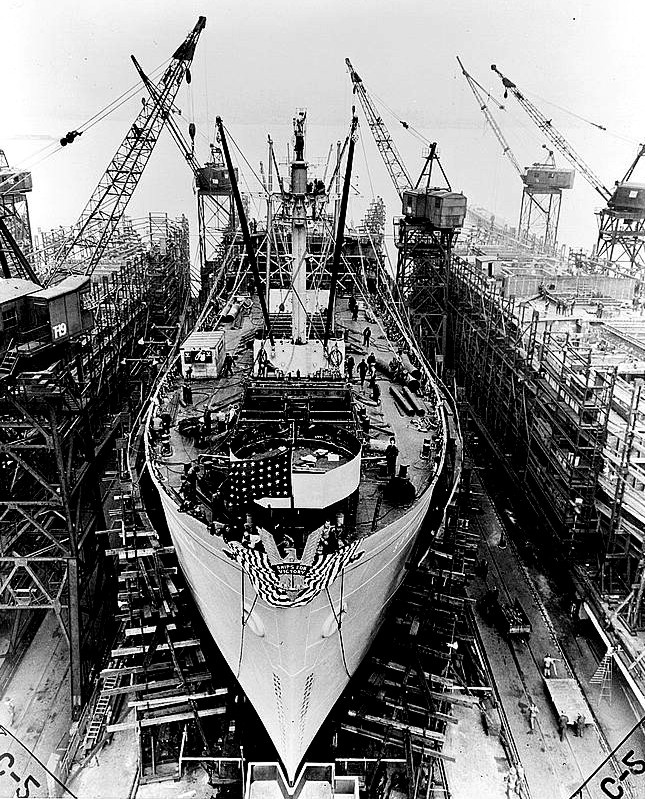
Zustand vor dem Stapellauf
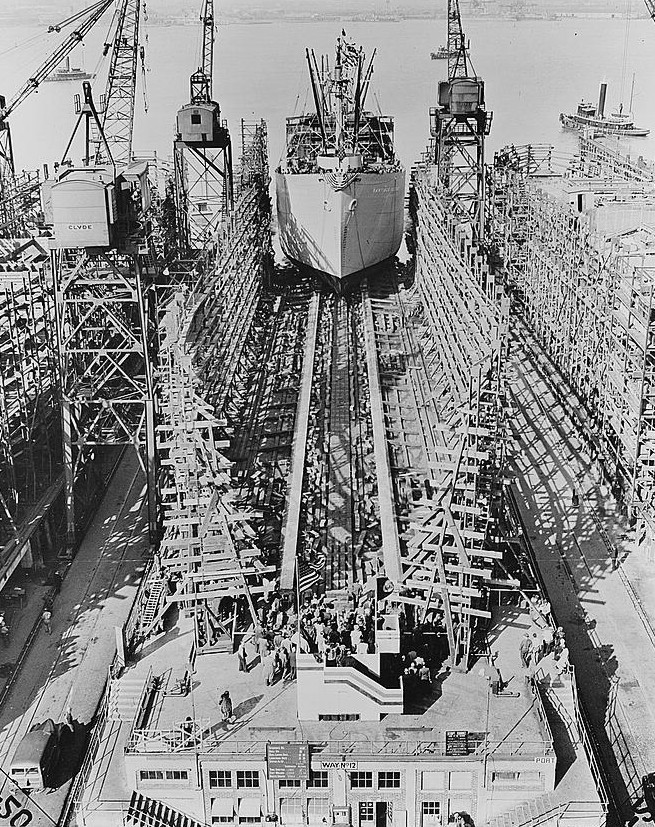
Stapellauf

## Museumsschiffe

### Jeremiah O’Brien

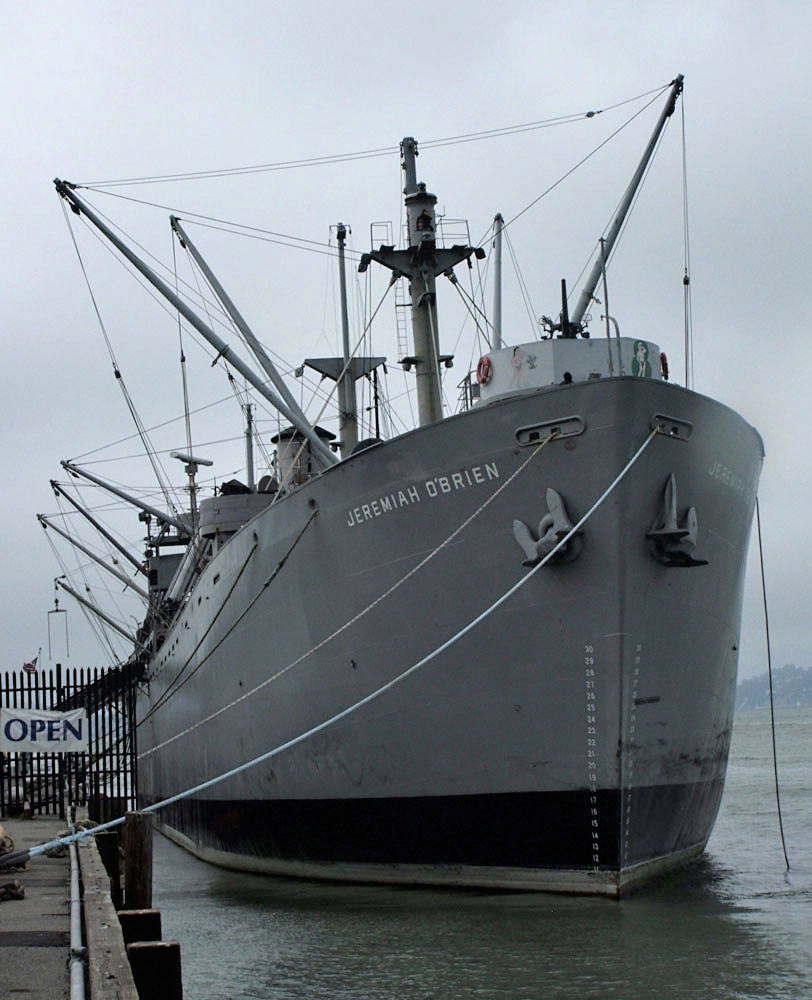
Die Jeremiah O’Brien am Pier in San Francisco

Die National Liberty Ship Memorial, Inc. (gegründet 1978) war auf der Suche nach einem im Original erhaltenen Liberty-Schiff, das restauriert und für die Nachwelt erhalten werden sollte. Schließlich wurde die Jeremiah O’Brien gefunden, welche die Jahre überstanden hatte. Zu besichtigen ist das Schiff an Pier 45 in San Francisco (Kalifornien), wenn es nicht gerade auf seiner Fahrt ist, die es zweimal im Jahr um die Bucht von San Francisco führt. Von über 5000 Schiffen, die 1994 im Andenken an die Operation Overlord an die Küste der Normandie fuhren, war die Jeremiah O’Brien das einzige, das im Jahre 1944 an der Operation teilgenommen hatte. Der Maschinenraum des Schiffs diente als Kulisse für Aufnahmen zum Film Titanic.

### John W. Brown
Ein weiteres Museumsschiff liegt in Baltimore (Maryland, USA) am Pier 1. Die John W. Brown wurde unter anderem mit Hilfe der National Maritime Historical Society hergerichtet und erhalten. Ende der 1980er-Jahre wurde das Project Liberty Ship Baltimore gegründet (setzt sich ausschließlich aus Freiwilligen zusammen), das sich mit der Erhaltung des Museumsschiffs befasst und auch Fahrten unternimmt.

### Hellas Liberty

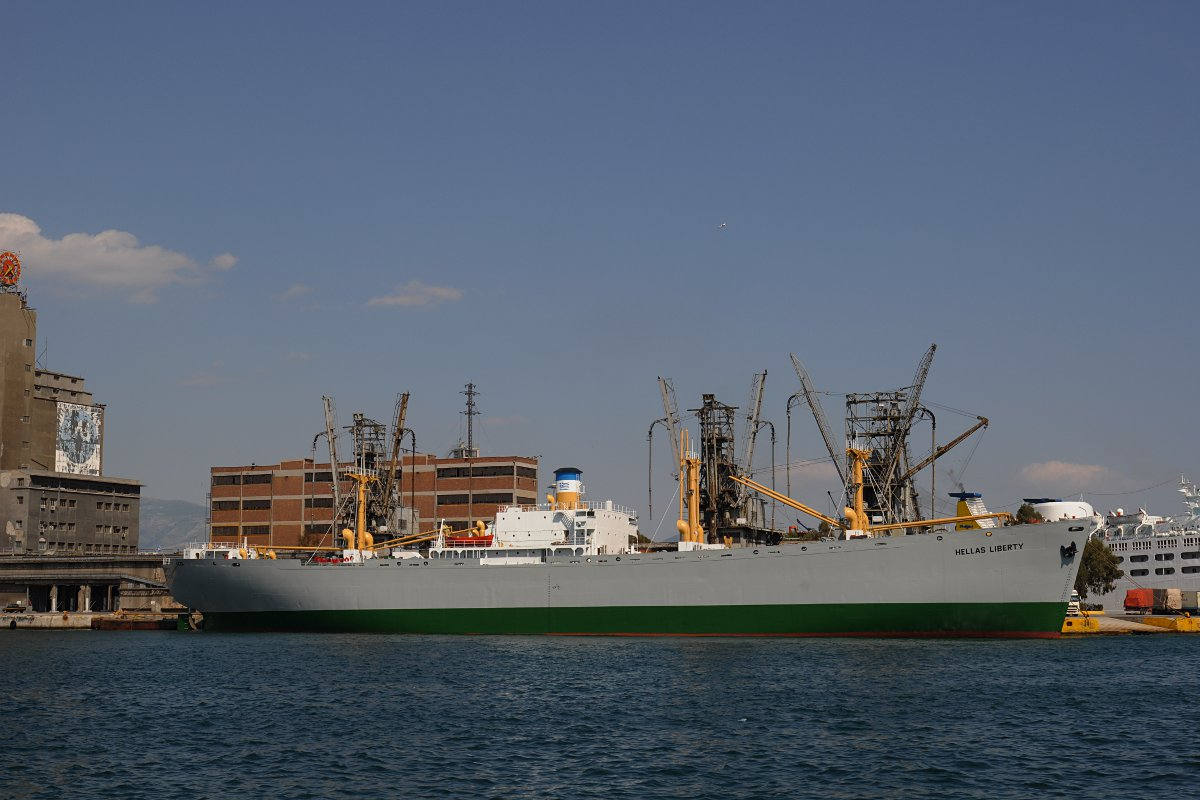
Die Hellas Liberty kurz nach der Restaurierung, 2010

Die Arthur M. Huddle wurde 2008 erworben, um im Schiffsmuseum Trokadero Marina in Piräus als Exponat zu dienen. Zuvor war der Frachter ab 1988 in Baltimore als Ersatzteilspender verwendet worden. Das Schiff wurde in Hellas Liberty umbenannt und wurde von 2009 bis Juni 2010 restauriert und ist heute im Hellas Liberty Museum im Hafen von Piräus zu sehen. Es soll an die 98 Liberty-Schiffe erinnern, die nach 1945 den Grundstock der griechischen Handelsflotte bildeten.